# Team Kaylie
Team Kaylie ist eine US-amerikanische Comedy-Serie, die auf der Idee von Tracy Bitterolf basiert und von Pamela Eells O’Connell entwickelt wurde. Die erste Staffel wurde am 23. September 2019 auf Netflix veröffentlicht. Die titelgebende Hauptrolle als Kaylie Konrad wird von Bryana Salaz verkörpert.

## Handlung
Kaylie ist eine 19-jährige Influencerin, die aus einem reichen Elternhaus stammt. Sie wird von einem Gericht zum Leisten von Sozialstunden verurteilt und betreut in diesem Rahmen eine Klasse benachteiligter Schüler einer Mittelschule bei der Vorbereitung und Durchführung von Campingausflügen. Dies muss sie mit ihrem bisherigen Leben in der High Society in Einklang bringen. Mit der Zeit freundet sie sich mit den Schülern an und lernt dabei, dass sie nicht immer die hohen Erwartungen ihrer Mutter erfüllen kann.

## Besetzung und Synchronisation
Die deutsche Synchronisation wurde mit Dialogbuch und -regie von Heike Schroetter und Anne Spaeter erstellt.
| Rolle         | Schauspieler     | Synchronsprecher   |
| ------------- | ---------------- | ------------------ |
| Kaylie Konrad | Bryana Salaz     | Nicole Hannak      |
| Amber         | Alison Fernandez | Christina Wöllner  |
| Jackie        | Symera Jackson   | Anni C. Salander   |
| Chewy         | Elie Samouhi     | Derya Flechtner    |
| Ray Ray       | Kai Calhoun      | Nico Stank         |
| Valeria       | Eliza Pryor      | Marija Mauer       |
| Kit Konrad    | Rosa Blasi       | Christin Marquitan |
| Rektorin Dana | Nicole Sullivan  | Heike Schroetter   |

## Produktion und Veröffentlichung
Die Serie wurde von Pamela Eells O’Connell entwickelt, die bereits für mehrere Disney-Serien wie Hotel Zack & Cody oder Jessie verantwortlich war.
Die Markenrechte für den Namen Team Kaylie wurden Anfang Januar 2019 beantragt.
Der Streaming-Anbieter Netflix bestellte 20 Folgen Anfang Februar. Der erste Teil bestehend aus 5 Episoden erschien am 23. September 2019 auf Netflix.
Der zweite Teil der ersten Staffel, bestehend aus 6 Episoden, erschien am 2. Dezember 2019 auf Netflix.
Die finalen 9 Episoden der ersten Staffel wurde als dritten Teil am 3. Februar 2020 veröffentlicht.

## Episodenliste
| Nr.    | Deutscher Titel               | Originaltitel                 | Erstveröffentlichung USA | Deutschsprachige Erstveröffentlichung (D/A/CH) | Regie              | Drehbuch                                 |
| ------ | ----------------------------- | ----------------------------- | ------------------------ | ---------------------------------------------- | ------------------ | ---------------------------------------- |
| Teil 1 |                               |                               |                          |                                                |                    |                                          |
| 1      | Die Wildnis ruft              | Be-wilderness                 | 23. Sep. 2019            | 23. Sep. 2019                                  | Bob Koherr         | Tracy Bitterolf & Pamela Eells O’Connell |
| 2      | Invasion der Holzfällerdeppen | Invasion Of The Lumberjerks   | 23. Sep. 2019            | 23. Sep. 2019                                  | Bob Koherr         | Pamela Eells O’Connell                   |
| 3      | Licht, Kamera, Widerruf       | Lights, Camera, Retraction    | 23. Sep. 2019            | 23. Sep. 2019                                  | Bob Koherr         | Tracy Bitterolf                          |
| 4      | Schneid es raus!              | Cut It Out!                   | 23. Sep. 2019            | 23. Sep. 2019                                  | Bob Koherr         | Mike Montesano & Ted Zizik               |
| 5      | Einmal Wachsfigur und zurück  | Wax On, Wax Off               | 23. Sep. 2019            | 23. Sep. 2019                                  | Rich Correll       | Crystal Shaw King                        |
| Teil 2 |                               |                               |                          |                                                |                    |                                          |
| 6      | Ohne viel Federlesens         | Winging It                    | 2. Dez. 2019             | 2. Dez. 2019                                   | Rich Correll       | Shilpi Roy                               |
| 7      | Bootsfahrt ins Unglück        | Ship Out of Luck              | 2. Dez. 2019             | 2. Dez. 2019                                   | Bob Koherr         | Tim Pollock & Jeff Hodsden               |
| 8      | Der Spendenknaller            | The Fundrager                 | 2. Dez. 2019             | 2. Dez. 2019                                   | Shannon Flynn      | Peri Lapidus & Adam Lapidus              |
| 9      | Paparazzi sind wie Pickel     | Party Pooperazzi              | 2. Dez. 2019             | 2. Dez. 2019                                   | Robbie Countryman  | Pang-Ni L. Vogt & Aaron Vaccaro          |
| 10     | Ausgeschaukelt                | Swing and a Mess              | 2. Dez. 2019             | 2. Dez. 2019                                   | Robbie Countryman  | Omar Ponce                               |
| 11     | Konrad-Weihnachten            | A Very Konrad Kristmas        | 2. Dez. 2019             | 2. Dez. 2019                                   | David Kendall      | Tracy Bitterolf                          |
| Teil 3 |                               |                               |                          |                                                |                    |                                          |
| 12     | Immer Ärger mit der Ex        | An Ex to Grind                | 3. Feb. 2020             | 3. Feb. 2020                                   | Phill Lewis        | Mike Montesano & Ted Zizik               |
| 13     | Cousine Val                   | The Old Witcheroo             | 3. Feb. 2020             | 3. Feb. 2020                                   | Phil Lewis         | Peri Lapidus & Adam Lapidus              |
| 14     | 19 ist das neue 15            | 19 is the New 15              | 3. Feb. 2020             | 3. Feb. 2020                                   | David Kendall      | Pang-Ni L. Vogt & Aaron Vaccaro          |
| 15     | Ein wahres Verbrechen         | Pod Awful                     | 3. Feb. 2020             | 3. Feb. 2020                                   | Shannon Flynn      | Jeff Hodsden & Tim Pollock               |
| 16     | Hexenmeister und Krieger      | Warlocks & Headlocks          | 3. Feb. 2020             | 3. Feb. 2020                                   | Jody Margolin Hahn | Pamela Eells O’Connell                   |
| 17     | Der böse Geist von Giggles    | Fears of a Clown              | 3. Feb. 2020             | 3. Feb. 2020                                   | Kelly Park         | Jeff Hodsden & Tim Pollock               |
| 18     | Perfekte Harmiaunie           | Purr-fect Harmony             | 3. Feb. 2020             | 3. Feb. 2020                                   | Kelly Park         | Peri Lapidus & Adam Lapidus              |
| 19     | Falsch verdrahtet             | Crossing Wires                | 3. Feb. 2020             | 3. Feb. 2020                                   | Lauren Breiting    | Jonah Kuehner & Nick Geisler             |
| 20     | Lücke in der Brücke           | Bridge Over Troubled Daughter | 3. Feb. 2020             | 3. Feb. 2020                                   | Robbie Countryman  | Mike Montesano & Ted Zizik               |